# Gloster Goldfinch
El Gloster Goldfinch fue un caza biplano monomotor, monoplaza y de gran altitud, de construcción totalmente metálica, de finales de la década de 1920. No llegó a producirse en serie y sólo se construyó una unidad.

## Diseño y desarrollo
En enero de 1926, el Ministerio del Aire financió a Gloster Aircraft para producir una versión totalmente metálica de su Gamecock para la tarea de caza a gran altitud, lo que requería un motor sobrealimentado. El resultado fue el Goldfinch, un biplano de un solo vano con alas de envergaduras desiguales y marcado decalaje. Como era de esperar, este avión tenía una gran similitud con el Gamecock, y en particular con el Gamecock II, con sus alerones de cuerda estrecha. Gracias al motor sobrealimentado, el fuselaje era más largo por delante de la cabina. La cola también era ligeramente diferente: el plano de cola tenía puntas de salida redondeadas y el empenaje, inicialmente, era de cuerda muy ancha y corto en altura.
Sólo se construyó un Goldfinch, pero hubo dos versiones bastante diferentes. La primera tenía alas totalmente metálicas, pero un fuselaje de construcción mixta de metal y madera. Tanto las alas como el fuselaje estaban recubiertos de tela. Posteriormente, el fuselaje se reconstruyó completamente en metal, excepto su revestimiento, y fue alargado. La reconstrucción también incluyó un empenaje y un timón revisados, con un empenaje más estrecho y alto, de forma general más simple. En toda su existencia, el Goldfinch contó con un motor sobrealimentado Bristol Jupiter VIIF de 335 kW (450 hp) que movía una hélice bipala de paso fijo de 2,74 m.
El Goldfinch voló por primera vez en mayo de 1927 y en diciembre se trasladó a RAF Martlesham Heath para realizar pruebas, donde demostró ser rápido y volar alto, con una rápida tasa de ascenso y una buena maniobrabilidad en general, aunque su comportamiento cuando entraba en barrena era deficiente. Gloster lo presentó como candidato a la Especificación F.9/26 del Ministerio del Aire para un caza diurno y nocturno totalmente metálico, pero no cubrió los requisitos de carga y combustible requeridos y fue eliminado bastante pronto. El Bristol Bulldog fue el ganador final y el Goldfinch se utilizó para realizar pruebas en Martlesham Heath hasta octubre de 1928.

## Especificaciones
Referencia datos: James, 1971, p. 148

### Características generales
- Tripulación: Uno (piloto)
- Longitud: 6,7 m (22 ft)
- Envergadura: 9,1 m (30 ft)
- Altura: 3,2 m (10,5 ft)
- Superficie alar: 25,6 m² (275,1 ft²)
- Peso vacío: 933 kg (2056,3 lb)
- Peso cargado: 1467 kg (3233,3 lb)
- Planta motriz: 1× motor radial de 9 cilindros sobrealimentado refrigerado por aire Bristol Jupiter VIIF.
  - Potencia: 335 kW (462 HP; 456 CV)
- Hélices: Bipala de paso fijo

### Rendimiento
- Velocidad máxima operativa (Vno): 276 km/h (172 MPH; 149 kt) a 3048 m (10 000 pies)
- Techo de vuelo: 8217 m (26 959 ft)
- Régimen de ascenso: 6,4 m/s (1250 ft/min) para 6096 m (20 000 pies)

### Armamento
- Ametralladoras: 

  - 2x Vickers de 7,7 mm frontal fija sincronizada

## Aeronaves relacionadas

### Secuencias de designación
- Secuencia G._ (interna de Gloster): ← G.20 - G.21 - G.22 - G.23 - G.25 - G.27 - G.28 - G.30 - AS/G.31 - G.32 - TC/G.33 →